# Маршалы Японской империи
Ма́ршал (яп. 元帥  гэнсуй) (иногда переводится как фельдмаршал) — воинское звание и титул в армии и флоте Японской империи.

Маршальская эмблема

Впервые звание гэнсуй было присвоено Сайго Такамори в 1872 году. Однако в мае 1873 года была проведена реформа воинских званий, звание маршала было упразднено, и Сайго стал генералом.
20 января 1898 года было принято «Установление о маршалах» (яп. 元帥府条例), вводившее титул маршала. Получившие его сохраняли воинское звание генерала или адмирала, но получали право носить маршальскую эмблему (листья павловнии на фоне знамени армии и флота) и самурайский меч во время участия в церемониях.
По отношению к званию маршала существовало высшее воинское звание — дэй-гэнсуй (грандмаршал), которое носил император Японии.
Некоторые маршалы получали титул посмертно.
В современных японских вооруженных силах звание маршала отсутствует.

## Список маршалов

### Маршал армии
| Имя            | Портрет     | В звании                | Должность                                     |
| -------------- | ----------- | ----------------------- | --------------------------------------------- |
| Сайго Такамори | (1828—1877) | 19 июля 1872 — май 1873 | Командующий войсками императора (война Босин) |

### Маршалы и генералы армии
| №  | Имя                            | Портрет     | Маршал с                   | Должность                                                                           |
| -- | ------------------------------ | ----------- | -------------------------- | ----------------------------------------------------------------------------------- |
| 1  | Князь Ямагата Аритомо          | (1838—1922) | 20 января 1898             | командующий 1-й армией Японии (Японо-китайская война (1894—1895))                   |
| 2  | Принц Комацу-но-мия Акихито    | (1846—1903) | 20 января 1898             | главнокомандующий армии Японии (Японо-китайская война (1894—1895))                  |
| 3  | Князь Ояма Ивао                | (1842—1916) | 20 января 1898             | главнокомандующий армией Японии в Маньчжурии (Русско-японская война)                |
| 4  | Маркиз Нодзу Митицура          | (1840—1908) | 31 января 1906             | командующий 4-й армией Японии (Русско-японская война)                               |
| 5  | Граф Оку Ясуката               | (1847—1930) | 24 октября 1911            | командующий 2-й армией Японии (Русско-японская война)                               |
| 6  | Граф Хасэгава Ёсимити          | (1850—1924) | 9 января 1914              | председатель генерального штаба Японии (1912—1915)                                  |
| 7  | Принц Фусими-но-мия Саданару   | (1858—1923) | 9 января 1914              | командующий 10-й дивизией армии Японии (Японо-китайская война (1894—1895))          |
| 8  | Барон Кавамура Кагэаки         | (1850—1926) | 9 января 1914              | командующий 10-й дивизией армии Японии (Русско-японская война)                      |
| 9  | Граф Тэраути Масатакэ          | (1852—1919) | 24 июня 1916               | министр обороны Японии (Русско-японская война)                                      |
| 10 | Принц Канъин-но-мия Котохито   | (1865—1945) | 12 декабря 1919            | председатель генерального штаба Японии (Вторая японо-китайская война)               |
| 11 | Барон Уэхара Юсаку             | (1856—1933) | 27 апреля 1922             | председатель генерального штаба Японии (Интервенция в Россию)                       |
| 12 | Принц Куни-но-мия Куниёси      | (1873—1929) | 27 января 1929 (посмертно) | член генерального штаба Японии                                                      |
| 13 | Принц Насимото-но-мия Моримаса | (1874—1951) | 8 августа 1932             | член генерального штаба Японии                                                      |
| 14 | Барон Муто Нобуёси             | (1868—1933) | 3 мая 1933                 | главнокомандующий армии Маньчжоу-го; командующий Квантунской армии (1932—1933 годы) |
| 15 | Граф Тэраути Хисаити           | (1879—1946) | 21 июня 1943               | командующий армией Японии в Северном Китае (Вторая японо-китайская война)           |
| 16 | Сугияма Хадзимэ                | (1880—1945) | 21 июня 1943               | председатель генерального штаба Японии (Вторая мировая война)                       |
| 17 | Хата Сюнроку                   | (1879—1962) | 2 июня 1944                | командующий экспедиционным корпусом в Китае (Вторая мировая война)                  |

### Маршалы и адмиралы флота
| №  | Портрет | Имя                                                            | Маршал с                    |
| -- | ------- | -------------------------------------------------------------- | --------------------------- |
| 1  |         | Маркиз Сайго Цугумити 西郷従道 (1843—1902)                     | 20 января 1898              |
| 2  |         | Граф Ито Сукэюки 伊東祐亨 (1843—1914)                          | 31 января 1906              |
| 3  |         | Виконт Иноуэ Ёсика 井上良馨 (1845—1929)                        | 31 октября 1911             |
| 4  |         | Маркиз Того Хэйхатиро 東郷平八郎 (1847—1934)                   | 21 апреля 1913              |
| 5  |         | Принц Арисугава-но-мия Такэхито 有栖川宮威仁親王 (1862—1913)   | 7 июля 1913 (посмертно)     |
| 6  |         | Барон Идзюин Горо 伊集院五郎 (1852—1921)                       | 26 мая 1917                 |
| 7  |         | Принц Хигасифусими-но-мия Ёрихито 東伏見宮依仁親王 (1867—1922) | 27 июня 1922 (посмертно)    |
| 8  |         | Барон Симамура Хаяо 島村速雄 (1858—1923)                       | 8 января 1923 (посмертно)   |
| 9  |         | Барон Като Томосабуро 加藤友三郎 (1861—1923)                   | 24 августа 1923 (посмертно) |
| 10 |         | Принц Фусими-но-мия Хироясу 伏見宮博恭王 (1875—1946)           | 27 мая 1932                 |
| 11 |         | Ямамото Исороку 山本五十六 (1884—1943)                         | 18 апреля 1943 (посмертно)  |
| 12 |         | Нагано Осами 永野修身 (1880—1947)                              | 21 июня 1943                |
| 13 |         | Кога Минэити 古賀峯一 (1885—1944)                              | 31 марта 1944 (посмертно)   |